# Cuchillo arrojadizo

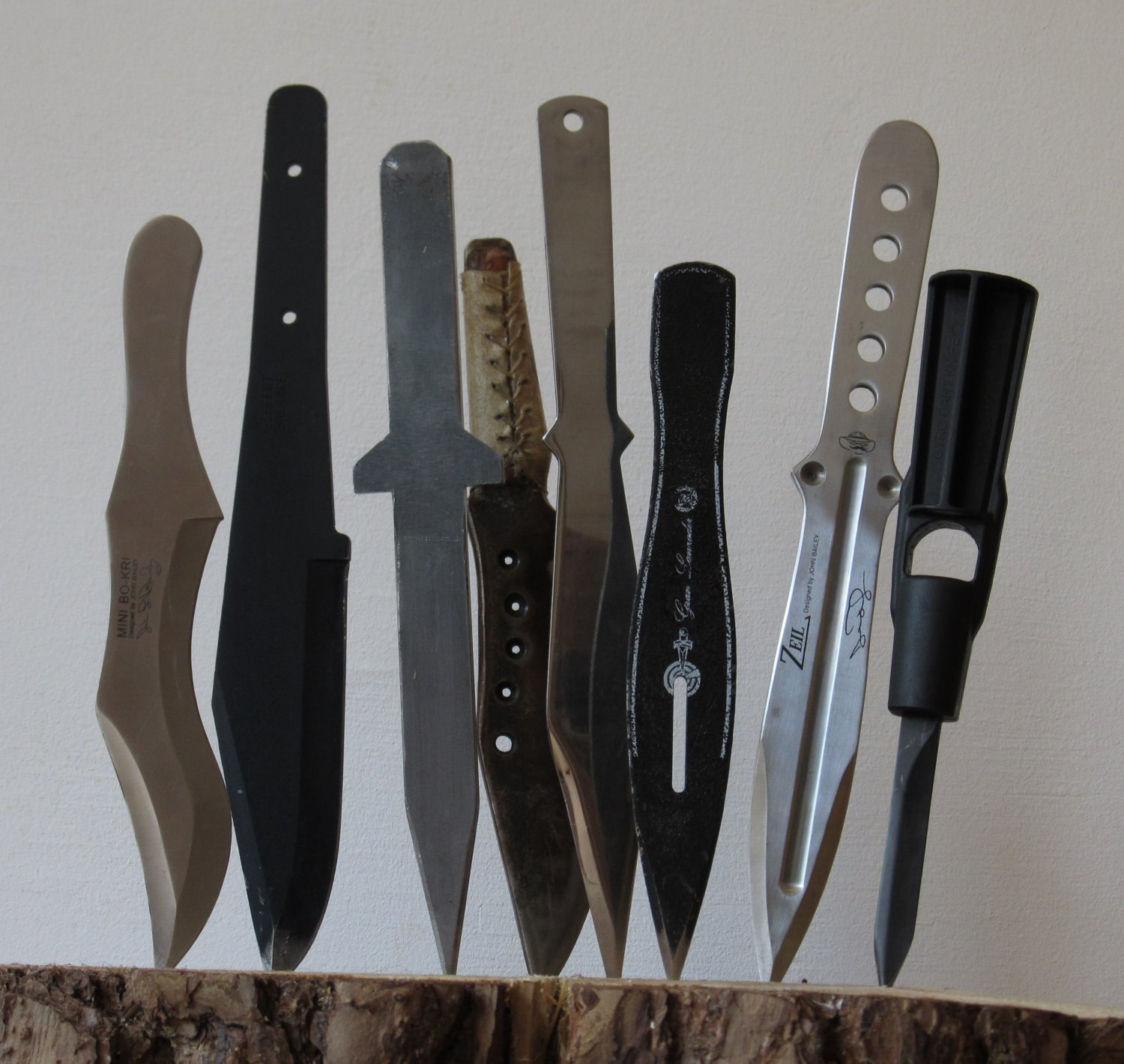
Colección de cuchillos arrojadizos

Un cuchillo arrojadizo es un tipo especial de cuchillo que está hecho para ser lanzado. Está especialmente diseñado y ponderado para que se pueda lanzar eficazmente, constituyendo una categoría diferente de los cuchillos ordinarios.
Los cuchillos arrojadizos son utilizados por muchas culturas del mundo, con formas muy variadas y por este motivo, se han desarrollado diferentes formas técnicas para lanzarlos.

## África Central

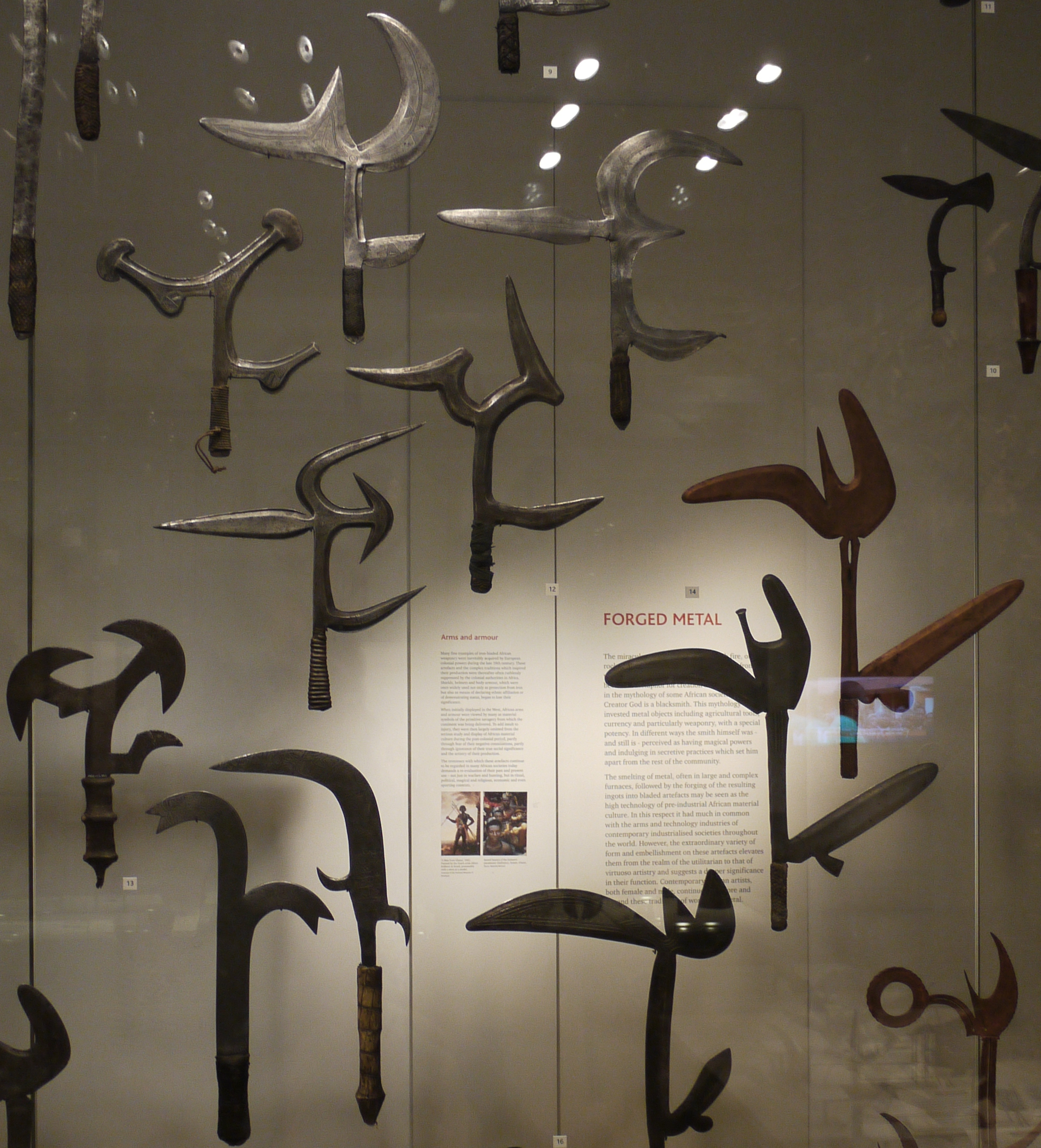
Una selección de cuchillos arrojadizos africanos en el Museo Británico

Los cuchillos arrojadizos fueron muy utilizados en África central. La amplia zona en que se utilizaron hace que se conocieran por una serie de nombres como Kulbeda, Kpinga y Trombash. Estas armas tenían múltiples hojas de hierro y eran utilizadas para la guerra y la caza. Se ha sugerido un rango efectivo máximo de unos 50 metros.  El arma parece haberse originado en algún lugar de Sudán central alrededor del 1000 aC desde donde se extendió hacia el sur.  Sin embargo, se ha sugerido que la misma arma que está representada en esculturas en paredes de Libia data de 1350 a. C.
Los cuchillos arrojadizos fueron recolectados extensamente por los europeos, con el resultado de que muchos museos europeos y estadounidenses tienen colecciones extensas. Sin embargo, los recolectores generalmente no registraron el origen de los mismos o su uso.  Como resultado, la historia y el uso de los cuchillos arrojadizos son poco conocidos. Una complicación adicional es que los etnógrafos colocaron la designación de "cuchillo arrojadizo" a varios objetos que no encajaban en otras categorías de armas, aunque es posible que no hayan sido arrojados.